# L'Antre des esprits
 (juillet 2025).
Pour plus de détails, voir Fiche technique et Distribution.
L'Antre des esprits est un court métrage français réalisé par Georges Méliès, sorti en 1901, au début du cinéma muet.

## Synopsis
Un magicien transforme un squelette en héroïne antique portant un bouclier, puis en danseuse qu'il met en lévitation. Il lui redonne ensuite son aspect de squelette et le fait danser et danse avec lui/elle et l'efface de l'écran. Il convoque ensuite des objets, tables et chaises, et les fait tourner par la force de la pensée. Un quadrige aussi féminin qu'aérien apparaît, danse, disparaît dans le ciel. Le magicien resté seul voit ses habits de scène s'envoler, révélant un costume de ville. Il quitte la scène en saluant après avoir allumé une cigarette de la manière la plus mondaine qu'il soit.

## Fiche technique
- Titre :  L'Antre des esprits (The Magician's Cavern dans sa distribution britannique, The House of Mystery dans sa distribution américaine, Пещера колдунов dans sa distribution russe)
- Réalisation : Georges Méliès
- Pays d'origine : France
- Format : noir et blanc, muet
- Genre : fantastique
- Métrage :  59,44 m
- Durée : 2 minutes 50 secondes
- Société de production : Star Film
- Dates de sortie : 
  - France : 1901
  - États-Unis : avril 1903

## Distribution
- Georges Méliès : le magicien